# Blanche Wittman

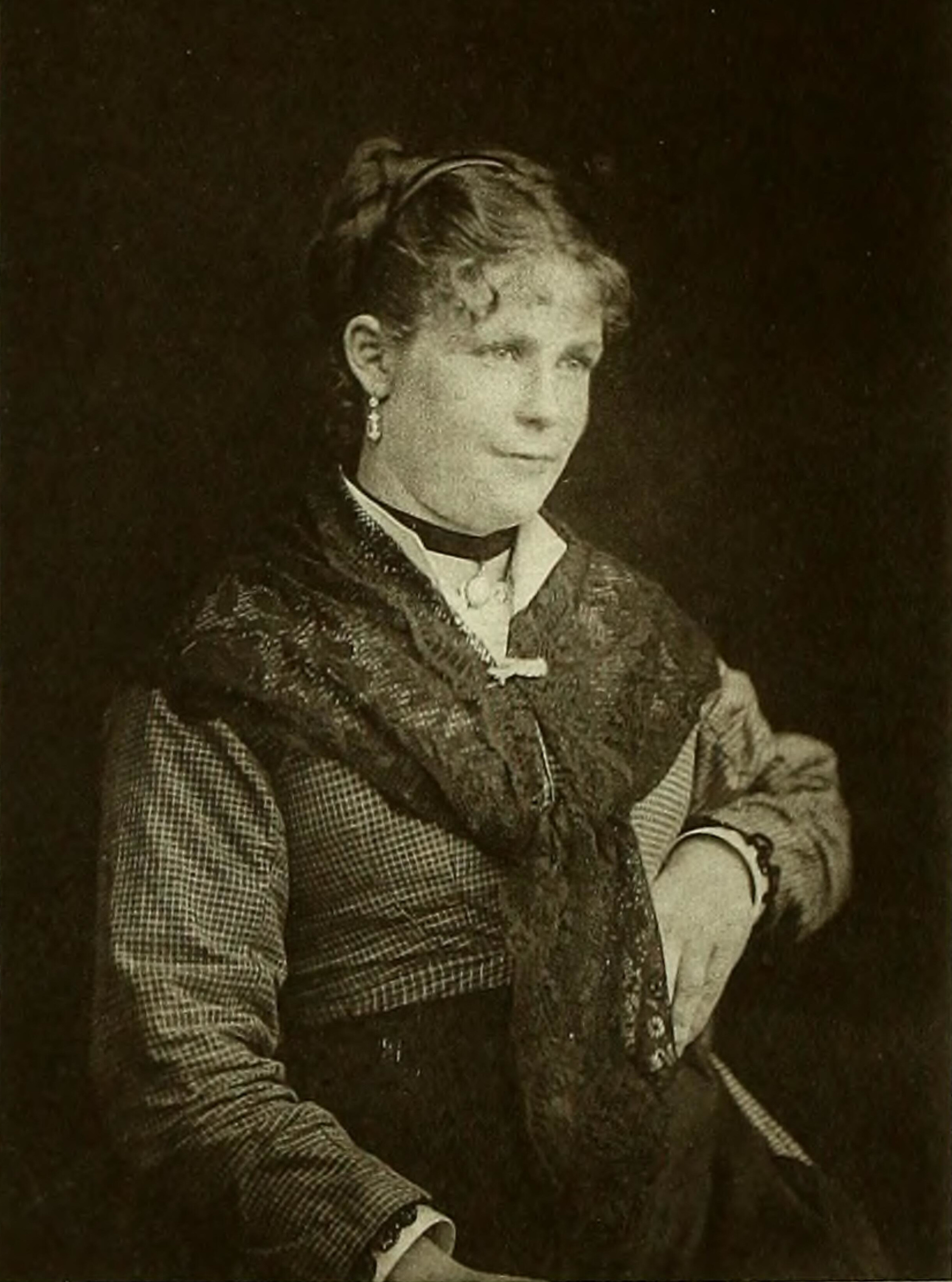
Wittman

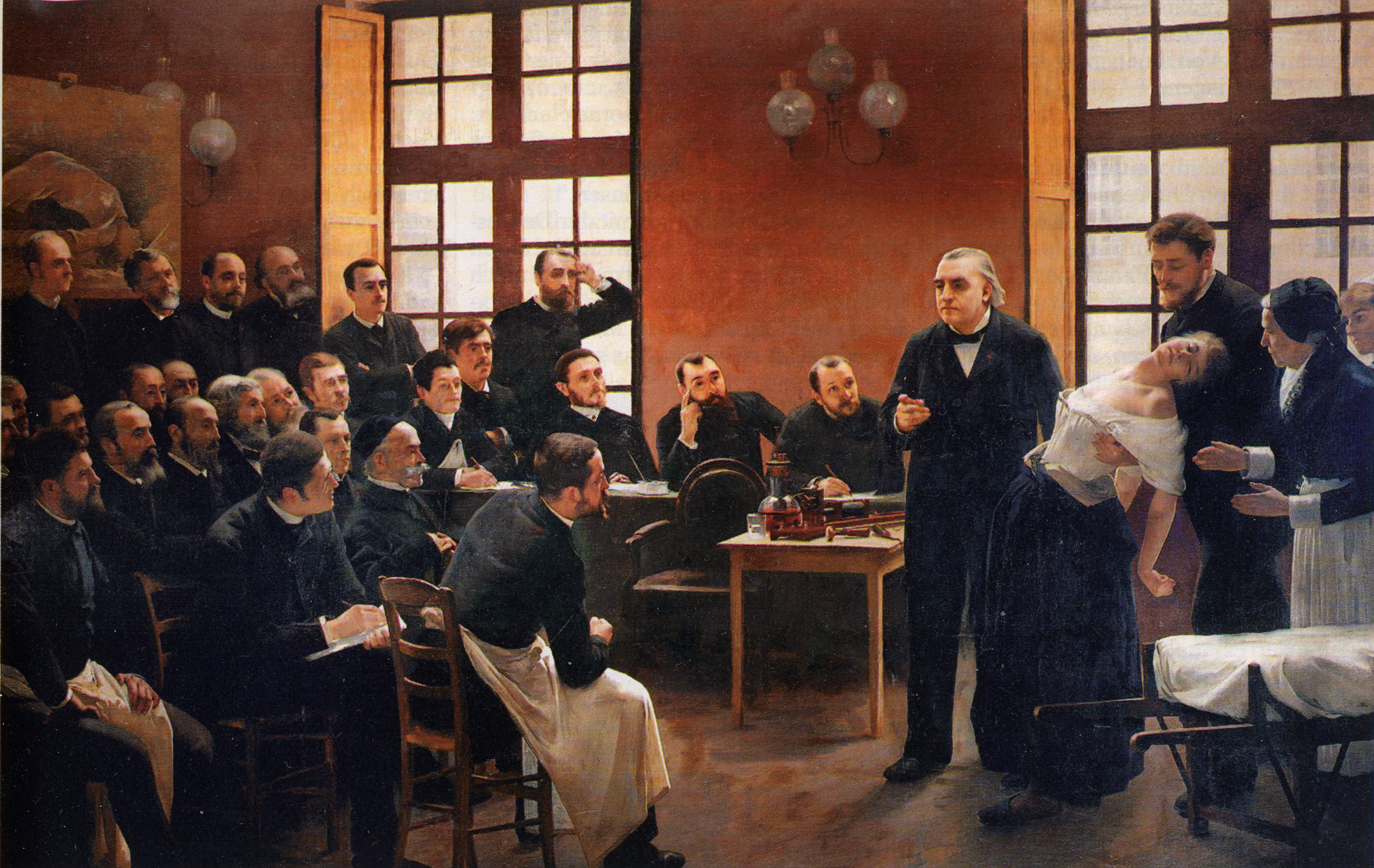
Charcot demonstriert einen Anfall von Blanche Wittman im Hörsaal der Salpêtrière. Gemälde von André Brouillet 1887.

Blanche Wittman (* 1859; † 1913) war eine berühmte Patientin des französischen Neurologen Jean-Martin Charcot, eines Lehrers von Sigmund Freud. An ihr demonstrierte Charcot öffentlich die Ausformung der Hysterie. 

## Romanfigur
Blanche Wittmans Leben wird in dem pseudo-dokumentarischen Roman Das Buch von Blanche und Marie von Per Olov Enquist dargestellt. Dort wird erzählt, dass Blanche Wittman in ihrem „zweiten Leben“, nach Charcots Tod im Jahr 1893, Laborhelferin von Marie Curie war. Durch die Arbeit mit Pechblende sei sie so sehr strahlengeschädigt worden, dass ihr beide Beine und ein Arm amputiert werden mussten. Vieles deutet allerdings darauf hin, dass Enquist die Freundschaft und Zusammenarbeit zwischen Marie Curie und Blanche Wittman und auch die angeblichen Aufzeichnungen von Blanche, aus denen er zitiert, frei erfunden hat. Gemäß den Aufzeichnungen in den Archiven des Marie-Curie-Instituts war Blanche Wittman nie Assistentin von Marie Curie. Eine Rezension von Enquists Roman in der Frankfurter Allgemeinen Zeitung vom 16. März 2005 hält fest, dass „die Tagebücher der Blanche, die das Gravitationszentrum des Romans bilden, niemals existiert“ haben. Blanche Wittman habe niemals bei Marie Curies Experimenten mit Radioaktivität assistiert und dadurch also auch nicht ihre Beine und einen Arm verloren. 
Der Hanser Verlag hatte auf seiner Homepage ursprünglich geschrieben: „Die Wahrheit über ihre [Blanches] zweite Lebenshälfte nach Charcots Tod erzählt der Roman von Per Olov Enquist.“ Diese Behauptung wurde vom Verlag später revidiert: „Die Geschichte ihrer zweiten Lebenshälfte nach Charcots Tod erzählt der Roman von Per Olov Enquist.“